# Distretto di Mai
Il distretto di Mai è uno dei sette distretti (mueang) della provincia di Phongsali, nel Laos. Ha come capoluogo la città di Mai.